# Lampertswalde
Lampertswalde é um município da Alemanha, situado no distrito de Meißen, no estado da Saxônia. Tem 63,52 km² de área, e sua população em 2019 foi estimada em 2.547 habitantes.